# Belgische gemeenteraadsverkiezingen
De Belgische gemeenteraadsverkiezingen zijn verkiezingen waarbij de gemeenteraden van de 581 Belgische steden en gemeenten worden verkozen. Sinds 2001 worden deze door de drie gewesten georganiseerd. Er is dus aparte wetgeving voor de 300 Vlaamse, 19 Brusselse en 262 Waalse gemeenten, maar in alle drie worden ze nog steeds zesjaarlijks op de tweede zondag van oktober gehouden. Omdat voor alle gemeenten op dezelfde dag verkiezingen worden gehouden, spreekt men veelal van gemeenteraadsverkiezingen (in het meervoud).

## Beschrijving
De grondbeginselen van het Belgische kiessysteem zijn vastgelegd in de Grondwet. De verkiezingen gebeuren representatief op basis van het algemeen enkelvoudig stemrecht met uitzondering van minderjarigen (-18), die geen stemrecht hebben. Daarnaast wordt het principe van de evenredige vertegenwoordiging toegepast. De stemming is geheim en verplicht voor iedereen met de Belgische nationaliteit die in de gemeente woont, behalve in Vlaanderen, waar de opkomstplicht niet meer geldt sinds 2024. Men dient zich, in de rest van het land en voorheen, minstens aan te melden in het stembureau en het stemhokje te betreden, tenzij men bij volmacht stemt. Er geldt of gold een opkomstplicht en geen stemplicht: men hoeft niet per se voor een bepaalde kandidaat of lijst te kiezen; zowel blanco als ongeldig stemmen is toegestaan. Een stembiljet of -kaart waar schade aan is, of dat op een onjuiste manier is ingevuld, is ongeldig. 
Het stembiljet voor de gemeenteraad – met daarop de kieslijsten van de verschillende partijen – heeft enkel effectieve kandidaten, in tegenstelling van de andere verkiezingen waar er ook een opvolgerslijst is.
De verkiezingen voor een gemeenteraad gebeuren in één kieskring die overeenkomt met de gemeentegrenzen. In de hele gemeente worden dus steeds dezelfde kieslijst aangeboden. De verkiezingen vinden plaats in verschillende stembureaus verspreid over de gemeente. Iedere kiezer kan één stem uitbrengen, maar daarbij verschillende kandidaten binnen één lijst aanduiden. Ook kan men een lijststem uitbrengen.
De gemeenteraadsverkiezingen vallen sinds 1994 samen met de provincieraadsverkiezingen, en sinds 2000 worden ook op dezelfde dag stadsdistrictraadsverkiezingen gehouden in Antwerpen, dat negen districten telt.
Afhankelijk van de grootte van een gemeente moeten er tussen de 7 en de 55 zetels verdeeld worden. Deze lokale verkiezingen worden georganiseerd door het gewest waartoe de gemeenten behoren. In Vlaanderen organiseert het Agentschap Binnenlands Bestuur van de Vlaamse overheid deze verkiezingen op basis van het Lokaal en Provinciaal Kiesdecreet van 8 juli 2011. Daarnaast is er nog een geheel van algemene of specifieke wetten en reglementaire besluiten over de (gemeenteraads)verkiezingen. De zetels voor de gemeenteraad worden verdeeld door eerst alle stemmen per lijst samen te tellen en dan te verdelen op basis van de methode-Imperiali. Voor de verkiezingen van de stadsdistrictsraden in Antwerpen en voor de gemeenteraadsverkiezingen in de Duitstalige Gemeenschap wordt de methode-D'Hondt gebruikt in plaats van Imperiali.
Dit systeem wordt veelal evenredige vertegenwoordiging genoemd, daar de delerreeks ervoor zorgt dat de verhoudingen in het aantal stemmen beter wordt weerspiegeld in de verhoudingen van het aantal zetels. Hierdoor gebeurt het dat een stemuitslag die perfect in een zetelverdeling kan omgezet worden, toch een andere zetelverdeling zal opleveren met de Methode-Imperiali. Zo kan bijvoorbeeld een uitslag van 48% + 36% + 16% van de stemmen perfect omgezet worden in een gemeenteraad van 25 leden naar 12 + 9 + 4 zetels (4% = 1 zetel). Desondanks zal Imperiali een andere uitslag opleveren: 13 + 9 + 3 zetels. Wat een licht voordeel betekent voor grotere partijen. Aan de hand van de zetelverdeling per lijst worden de mandaten toegekend aan de kandidaten op basis van hun behaalde voorkeurstemmen.
De verkozenen zetelen voor een legislatuur van zes jaar en hebben daarbij de vrijheid om verordeningen te maken. Na de gemeenteraadsverkiezingen vinden er coalitiebesprekingen plaats tussen de verschillende lokale politieke partijen om tot een meerderheid te komen. In het geval een partij alleen de absolute meerderheid behaalt, mag ze vanzelfsprekend alleen besturen. In de andere gevallen hebben de lokale partijen tot 1 januari van het daarop volgende jaar op tot een bestuursakkoord te komen, vervolgens verdelen ze de mandaten van het schepencollege, een eventueel mandaat in de RESOC, de politieraad en ten slotte de OCMW-raad. In 7 van de 12 faciliteitengemeenten in Vlaanderen (Drogenbos, Kraainem, Linkebeek, Sint-Genesius-Rode, Wemmel, Wezembeek-Oppem en Voeren) en in 1 van de 18 faciliteitengemeenten in Wallonië (Komen-Waasten) wordt de OCMW-raad rechtstreeks verkozen (apart blauw stembiljet). Het schepencollege wordt in deze 7 Vlaamse en 1 Waalse gemeente eveneens rechtstreeks gekozen, maar zonder aparte verkiezing. De mandaten worden bepaald op basis van de volgorde waarin de zetels van de gemeenteraadsleden worden toegekend. 

### Structuur
| Gemeenteraads- verkiezingen | Gemeenteraads- verkiezingen | Supranationaal                                                  | Nationaal                                                       | Nationaal                         | Gemeenschap                                                                                   | Gewest                                                                               | Provincie | Arrondissement          | Provinciedistrict | Kanton          | Gemeente        | District         |
| --------------------------- | --------------------------- | --------------------------------------------------------------- | --------------------------------------------------------------- | --------------------------------- | --------------------------------------------------------------------------------------------- | ------------------------------------------------------------------------------------ | --- | ----------------------- | ----------------- | --------------- | --------------- | ---------------- |
| Administratief              | Niveau                      | Europese Unie                                                   | België                                                          | België                            | Vlaanderen Wallonië                                                                           | Vlaanderen Wallonië                                                                  | Antwerpen Limburg Oost-Vlaanderen West-Vlaanderen Vlaams-Brabant Luik Henegouwen Namen Waals-Brabant Luxemburg | 43                      | 43                | 43              | 589             | 9                |
| Administratief              | Niveau                      | Europese Unie                                                   | België                                                          | België                            | Vlaamse Gemeenschap Franse Gemeenschap Duitstalige Gemeenschap                                | Vlaams Gewest Waals Gewest Brussels Hoofdstedelijk Gewest                            | Antwerpen Limburg Oost-Vlaanderen West-Vlaanderen Vlaams-Brabant Luik Henegouwen Namen Waals-Brabant Luxemburg | 43                      | 43                | 43              | 589             | 9                |
| Administratief              | Bestuur                     | Europese Commissie                                              | Belgische regering                                              | Belgische regering                | Vlaamse regering Franse gemeenschapsregering Regering van de Duitstalige Gemeenschap'         | Vlaamse regering Waalse Regering Brusselse Hoofdstedelijke Regering                  | Deputatie | Deputatie               | Deputatie         | Deputatie       | Gemeentebestuur | Districtscollege |
| Administratief              | Raad                        | Europees Parlement                                              | Senaat                                                          | Kamer van volksvertegenwoordigers | Vlaams Parlement Parlement van de Franse Gemeenschap Parlement van de Duitstalige Gemeenschap | Vlaams Parlement Waals Parlement Brussels Hoofdstedelijk Parlement                   | Provincieraad                                                                                                  | Provincieraad           | Provincieraad     | Provincieraad   | Gemeenteraad    | Districtsraad    |
| Kiesomschrijving            | Kiesomschrijving            | Frans Kiescollege Nederlands Kiescollege Duitstalig Kiescollege | Frans Kiescollege Nederlands Kiescollege Duitstalig Kiescollege | 12 kieskringen                    | 12 kieskringen                                                                                | 12 kieskringen                                                                       | 12 kieskringen                                                                                                 | 46 kiesarrondissementen | 69                | 208             | 589             | 9                |
| Verkiezing                  | Verkiezing                  | Europese                                                        | Federale                                                        | Federale                          | Vlaamse, Brusselse, Waalse, Duitse Gemeenschaps-, en Franse Gemeenschapsverkiezingen          | Vlaamse, Brusselse, Waalse, Duitse Gemeenschaps-, en Franse Gemeenschapsverkiezingen | Provincieraads-                                                                                                | Provincieraads-         | Provincieraads-   | Provincieraads- | Gemeenteraads-  | Districtsraads-  |

## Verloop van de verkiezingen
Hieronder staan de hoofdgebeurtenissen die plaatsvinden in het kader van de gemeenteraadsverkiezingen in het Vlaams Gewest.
| Deadline                                                 | Onderwerp | Decretale bepaling                                      |
| -------------------------------------------------------- | --- | ------------------------------------------------------- |
| Uiterlijk op 1 juni                                      | Vaststelling door de Vlaamse Regering van de aantallen te verkiezen gemeenteraadsleden, op basis van de bevolkingsaantallen op 1 januari in het Rijksregister      | Artikel 7 Lokaal en Provinciaal Kiesdecreet             |
| 1 juli (tot 2016: drie maanden voor verkiezingsdag)      | Start van de sperperiode die loopt tot en met de verkiezingsdag | Artikel 2 LPKD                                          |
| Uiterlijk op 31 augustus                                 | Vaststelling van de kiezerslijst door het college van burgemeester en schepenen, die de toestand op 1 augustus weergeeft                                           | Artikel 16 LPKD                                         |
| Zaterdag de 29ste dag voor de verkiezing                 | Indiening voordrachtsakten van kandidaten op de zetel van het gemeentelijk hoofdbureau (tussen 9 en 12 u. en tussen 13 en 16 u.)                                   | Artikel 68 LPKD                                         |
| Ten minste 15 dagen voor de verkiezing                   | Verzenden van een oproepingsbrief door het college van burgemeester en schepenen aan alle kiezers                                                                  | Artikel 52 LPKD                                         |
| Verkiezingsdag *                                         | In gemeenten met stemming op papier: tussen 8 u. en 13 u.; het telbureau komt ten laatste om 14 u. bijeen In gemeenten met digitale stemming: tussen 8 u. en 15 u. | Artikel 134 en 150 LPKD Artikel 15 Digitaal Kiesdecreet |
| Op een van de eerste vijf werkdagen van januari om 20 u. | Installatievergadering van de nieuwe gemeenteraad | Artikel 6 Decreet Lokaal Bestuur                        |

- * Elke zes jaar op de tweede zondag van oktober (artikel 6 LPKD)

## Geschiedenis
Op basis van artikel 7 van de eerste gemeentewet van 1836 hadden enkel meerderjarige (toen 21 jaar) Belgische burgers die cijns betaalden stemrecht. Met de wet van 12 september 1895 werd het algemeen meervoudig stemrecht en tevens de stemplicht ingevoerd. Dit maakte dat elke man één stem kreeg. Wie echter een bepaalde cijns betaalde kreeg twee stemmen en wie een bepaald opleidingsniveau had behaald kreeg drie stemmen (mits hij cijns had betaald).
Later werd het algemeen enkelvoudig stemrecht voor mannen ingevoerd en bij wet van 15 april 1920 kregen ook vrouwen stemrecht voor gemeenteraadsverkiezingen. In 1969 werd de leeftijd om te stemmen bij gemeenteraadsverkiezingen verlaagd tot 18 jaar. In 1999 mochten EU-burgers voor de eerste maal meestemmen bij gemeenteraadsverkiezingen en in 2006 ten slotte kregen ook immigranten - die langer dan vijf jaar in de gemeente wonen en belastingen betalen en zich vooraf laten registreren - stemrecht bij gemeenteraadsverkiezingen.
Met de vijfde staatshervorming kregen de gewesten de bevoegdheid over lokale besturen, inclusief de verkiezingen hiervoor. De lokale verkiezingen die georganiseerd zijn sinds de bevoegdheidsoverdracht zijn de volgende:
- 8 oktober 2006
- 14 oktober 2012
- 14 oktober 2018
- 13 oktober 2024

De volgende gemeenteraadsverkiezingen vinden, volgens de huidige wetgeving, plaats op 13 oktober 2030.

### Vlaams Gewest
Vanaf de gemeenteraadsverkiezingen van 2024 geldt in Vlaanderen geen opkomstplicht meer. Kiesgerechtigden krijgen een uitnodiging tot stemmen en geen oproepingsbrief meer. De opkomst zakte naar gemiddeld 64 percent,  een derde van de kiezers kwam niet opdagen.
Vanaf 2024 werden er nog enkele wijzigingen doorgevoerd. Lijststemmen hebben geen invloed meer op het aanduiden van verkozenen binnen een lijst. De verkozene met de meeste naamstemmen van de grootste coalitiefractie wordt de burgemeester, tenzij die dat ambt niet wil opnemen, dan gaat het naar diegene met de tweede meeste naamstemmen van de grootste coalitiefractie. 
Nieuw is dat de verkozenen in afnemende volgorde van lijstgrootte een initiatiefrecht toegekend krijgen, waarmee ze een meerderheid kunnen vormen. Het initiatiefrecht komt eerst toe aan de verkozene met het meeste naamstemmen van de grootste lijst. Binnen 14 dagen moet deze de meerderheid vormen. Indien dit niet lukt is de tweede meestgekozen partij aan zet, twee weken later de derde. Een partij kan afstand doen van het initiatiefrecht en dit doorgeven.